# Traveling Man
Traveling Man (en español: El viajante de comercio o Viaje de negocios) es un telefilme estadounidense de 1989 dirigida por Irvin Kershner y protagonizada por John Lithgow y Jonathan Silverman.

## Argumento
Ben Cluett es un vendedor de mediana edad que intenta volver a encarrilar su vida y su carrera. Mientras tanto es empujado y antagonizado por un novato agresivo llamado Billy Fox, con el que ha tenido que asociarse por orden de su superior Chick Beeler.

## Reparto
| Actor              | Personaje    |
| ------------------ | ------------ |
| John Lithgow       | Ben Cluett   |
| Jonathan Silverman | Billy Fox    |
| Margaret Colin     | Joanna Reath |
| John Glover        | Chick Beeler |
| John M. Jackson    | Joe Blagdon  |
| Chynna Phillips    | Mona Voight  |
| Paul Armbruster    | LeBeau       |

## Recepción
Hoy en día la película ha sido valorada por el portal de información en el Internet IMDb. Con 119 votos registrados al respecto, esta obra cinematográfica obtiene en el portal una media ponderada de 5,6 sobre 10.